# Wisques
Wisques là một xã ở tỉnh Pas-de-Calais, vùng Hauts-de-France của Pháp.

## Địa lý
Wisques có cự ly 4 dặm Anh (6 km) về phía tây nam của Saint-Omer, tại giao lộ đường D212 và D208E.

## Dân số
| 1962                                                         | 1968 | 1975 | 1982 | 1990 | 1999 | 2006 |
| ------------------------------------------------------------ | ---- | ---- | ---- | ---- | ---- | ---- |
| 244                                                          | 257  | 228  | 262  | 268  | 235  | 257  |
| Số liệu điều tra dân số từ năm 1962: Dân số không tính trùng |      |      |      |      |      |      |

## Địa điểm nổi bật
- Lâu đài Grand thế kỷ 14